# انقلاب اکوادور ۲۰۰۵
انقلاب اکوادور در سال ۲۰۰۵، اعتراضی گسترده علیه فساد، قیمت‌های بالا و حکومت رئیس جمهور لوسیو گوتیرز بود که اکوادور را در سال ۲۰۰۵ فلج کرد. این انقلاب شامل تظاهرات گسترده، اعتصابات عمومی و شورش‌های مردمی و درگیری‌های خشونت‌آمیز بود. آنچه که به عنوان اعتراضات ضد دولتی غیرخشونت‌آمیز در ماه مارس آغاز شد، به شورش‌های خشونت‌آمیز تبدیل شد و در سراسر کشور گسترش یافت. معترضان خواستار سقوط دولت و پایان دادن به فساد بودند. تنش‌های سیاسی از زمان بازگشت رئیس جمهور سابق، عبدالله بوکارم، به اکوادور و حکم دیوان عالی مبنی بر تبرئه او از اتهامات فساد، افزایش یافته بود.

## شورش
معترضان در تعداد زیادی به خیابان‌ها آمدند که از سال ۱۹۹۷ دیده نشده بود. معترضان خواستار پایان دادن به فساد، اقدامات ریاضتی، بازپرداخت‌ها و بازگشت یارانه‌های سوخت و مواد غذایی اساسی شدند. ۱۰۰۰۰ تا ۲۵۰۰۰ معترض از ۱۹ تا ۲۲ آوریل در سراسر کشور راهپیمایی کردند. ارتش اعتراضات را سرکوب کرد و منجر به صحنه‌های خشونت‌آمیز شد.
دولت لوسیو گوتیرز در آوریل 2005 مجبور به فرار و استعفا شد.
در ماه اوت، شورش‌هایی رخ داد که منجر به توقف تولید نفت شد. اعتراضات خیابانی گسترده با درخواست افزایش دستمزد و بهبود شرایط زندگی برگزار شد. معترضان همچنین علیه تعطیلی صنعت نفت تظاهرات کردند. 
موجی از ناآرامی‌های اجتماعی منجر به اعلام وضعیت اضطراری در مارس ۲۰۰۶ شد. در ماه آوریل، صدها نفر در جریان اعتراضات جوانان و درگیری با سربازان در بحبوحه نافرمانی مدنی و کمپین‌های رو به رشد، زخمی شدند.

## همچنین ببینید
- اعتراضات اکوادور ۲۰۱۹